# Proteinsko inženjerstvo
Proteinsko inženjerstvo je proces razvoja upotrebljivih proteina. To je mlada disciplina, sa aktivnom istraživačkom aktivnošću čiji je cilj poboljšanje razumevanja savijanja proteina i principa proteinskog prepoznavanja. U proteinskom inženjerstvu postoje dve opšte strategije, racionalni dizajn i usmerena evolucija. Te tehnike nisu međusobno isključive, već se često koriste zajedno.

## Primeri proteinskog inženjerstva
Koristeći računarske metode, protein sa novim strukturnim motivom je dizajniran, koji se naziva Top7, kao i senzori za veštačke molekule. Dizajn fuzionih proteina je proizveo rilonacept, lek koji je FDA odobrila za lečenje kriopirin vezanog periodičnog sindroma.

## Spoljašnje veze
- Centar za proteinsko inženjerstvo Архивирано на веб-сајту  (25. фебруар 2012)
- Proteinsko inženjerstvo